# Homemade
Homemade è una serie antologica composta da 17 cortometraggi ideati e realizzati durante la quarantena per COVID-19 da registi di fama internazionale, disponibile su Netflix a partire dal 30 giugno 2020.

## Episodi

### 1. Ladj Ly
- Titolo originale: Ladj Ly
- Regia: Ladj Ly

Buzz, un ragazzo chiuso in casa, mostra con il suo drone la città di Montfermeil durante i giorni della quarantena.

### 2. Voyage Au Bout De La Nuit
- Titolo originale: Voyage Au Bout De La Nuit
- Regia: Paolo Sorrentino

Due statuine raffiguranti la regina Elisabetta e papa Francesco si incontrano a Roma, iniziando una passeggiata insieme.

### 3. The Lucky Ones
- Titolo originale: The Lucky Ones
- Regia: Rachel Morrison

Una madre scrive una lettera al proprio figlio invitandolo a superare la tristezza causata dal lockdown e a godersi la sua giovane età.

### 4. Last Call
- Titolo originale: Last Call
- Regia: Pablo Larraín

Un anziano signore in un ospizio, chiama via Skype una sua vecchia fiamma per dichiararle un'ultima volta il suo amore prima di morire.

### 5. Una coppia si lascia durante il lockdown LOL
- Titolo originale: Couple Splits Up While In Lockdown LOL
- Regia: Rungano Nyoni

In una chat su WhatsApp si consuma un litigio tra due fidanzati che culmina con la loro riappacificazione.

### 6. Spazi
- Titolo originale: Espacios
- Regia: Natalia Beristáin

La piccola Jacinta prova a tenersi occupata durante la quarantena in casa svolgendo delle mansioni da adulta.

### 7. Casino
- Titolo originale: Casino
- Regia: Sebastian Schipper

Uno scrittore ripete quotidianamente la medesima routine, senza riuscire a concludere qualcosa, arrivando anche ad avere delle allucinazioni.

### 8. L'ultimo messaggio
- Titolo originale: Last Message
- Regia: Naomi Kawase

Dopo aver scoperto quante persone sono rimaste sulla Terra, un ragazzo in Giappone inizia a contemplare quanto sia davvero preziosa la vita.

### 9. Cosa conta davvero?
- Titolo originale: What Is Essential?
- Regia: David Mackenzie

A Glasgow, un'adolescente conduce la propria vita, raccontando pensieri e sogni, chiedendosi quando terminerà la pandemia.

### 10. Penelope
- Titolo originale: Penelope
- Regia: Maggie Gyllenhaal

Un virus misterioso ha decimato la popolazione mondiale. Un uomo va a visitare la tomba della moglie, Penelope.

### 11. Mayroun e l'Unicorno
- Titolo originale: Mayroun and the Unicorn
- Regia: Nadine Labaki & Khaled Mouzanar

La piccola Mayroun, rimasta chiusa nell'ufficio del padre, crea un mondo immaginario che ha per protagonista il suo unicorno di peluche.

### 12. Annex
- Titolo originale: Annex
- Regia: Antonio Campos

Una bambina di nome Ada trova sulla spiaggia un uomo privo di sensi che viene prontamente soccorso. Da quel momento vari eventi misteriosi e disturbanti accadranno tra le mura domestiche.

### 13. La ricetta dei ravioli di mamma
- Titolo originale: Johnny Ma
- Regia: Johnny Ma

Un uomo si intrattiene cucinando per colmare il vuoto causato dalla lontananza da sua madre.

### 14. Grilli
- Titolo originale: Crickets
- Regia: Kristen Stewart

In preda all'insonnia, una ragazza inizia a impazzire sentendo delle voci, chiusa in una routine estenuante che mette alla prova la sua razionalità.

### 15. Un dono inaspettato
- Titolo originale: Unexpected Gift
- Regia: Gurinder Chadha

Una famiglia trascorre il tempo in casa gioendo dei regali della vita e meditando sulle perdite causate dalla pandemia.

### 16. Algoritmo
- Titolo originale: Algoritmo
- Regia: Sebastián Lelio

Una donna balla e canta una canzone sugli effetti che la pandemia ha avuto sul genere umano.

### 17. Pedala e passerà
- Titolo originale: Ride It Out
- Regia: Ana Lily Amirpour

Una donna gira in bicicletta per le strade vuote di Los Angeles, cercando di esorcizzare la mestizia della quarantena.

## Distribuzione
Homemade è disponibile su Netflix a partire dal 30 giugno 2020.